# NCAA Division I (pallavolo maschile)
La NCAA Division I è il massimo campionato universitario di pallavolo maschile degli Stati Uniti, posto sotto l'egida della NCAA.

## Albo d'oro
| Anno          | Podio               | Podio               | Podio               |
| Campione      | Seconda             | Terza               |                     |
| ------------- | ------------------- | ------------------- | ------------------- |
| 1970 Dettagli | UC Los Angeles      | CSU Long Beach      | UC Santa Barbara    |
| 1971 Dettagli | UC Los Angeles      | UC Santa Barbara    | Ball State          |
| 1972 Dettagli | UC Los Angeles      | San Diego State     | Ball State          |
| 1973 Dettagli | San Diego State     | CSU Long Beach      | Ball State          |
| 1974 Dettagli | UC Los Angeles      | UC Santa Barbara    | Ball State          |
| 1975 Dettagli | UC Los Angeles      | UC Santa Barbara    | Ohio State          |
| 1976 Dettagli | UC Los Angeles      | Pepperdine          | Ohio State          |
| 1977 Dettagli | Southern California | Ohio State          | Pepperdine          |
| 1978 Dettagli | Pepperdine          | UC Los Angeles      | Ohio State          |
| 1979 Dettagli | UC Los Angeles      | Southern California | Rutgers Newark      |
| 1980 Dettagli | Southern California | UC Los Angeles      | Ohio State          |
| 1981 Dettagli | UC Los Angeles      | Southern California | Penn State          |
| 1982 Dettagli | UC Los Angeles      | Penn State          | Southern California |
| 1983 Dettagli | UC Los Angeles      | Pepperdine          | Ohio State          |
| 1984 Dettagli | UC Los Angeles      | Pepperdine          | George Mason        |
| 1985 Dettagli | Pepperdine          | Southern California | George Mason        |
| 1986 Dettagli | Pepperdine          | Southern California | Penn State          |
| 1987 Dettagli | UC Los Angeles      | Southern California | Penn State          |
| 1988 Dettagli | Southern California | UC Santa Barbara    | Ball State          |
| 1989 Dettagli | UC Los Angeles      | Stanford            | Penn State          |
| 1990 Dettagli | Southern California | CSU Long Beach      | Ball State          |
| 1991 Dettagli | CSU Long Beach      | Southern California | IPFW                |
| 1992 Dettagli | Pepperdine          | Stanford            | Penn State          |
| 1993 Dettagli | UC Los Angeles      | CSU Northridge      | Penn State          |
| 1994 Dettagli | Penn State          | UC Los Angeles      | Ball State          |
| 1995 Dettagli | UC Los Angeles      | Penn State          | Ball State          |
| 1996 Dettagli | UC Los Angeles      | Hawaii              | -                   |
| 1997 Dettagli | Stanford            | UC Los Angeles      | -                   |
| 1998 Dettagli | UC Los Angeles      | Pepperdine          | -                   |
| 1999 Dettagli | Brigham Young       | CSU Long Beach      | -                   |
| 2000 Dettagli | UC Los Angeles      | Ohio State          | -                   |
| 2001 Dettagli | Brigham Young       | UC Los Angeles      | -                   |
| 2002 Dettagli | Hawaii              | Pepperdine          | -                   |
| 2003 Dettagli | Lewis               | Brigham Young       | -                   |
| 2004 Dettagli | Brigham Young       | CSU Long Beach      | -                   |
| 2005 Dettagli | Pepperdine          | UC Los Angeles      | -                   |
| 2006 Dettagli | UC Los Angeles      | Penn State          | -                   |
| 2007 Dettagli | UC Irvine           | IPFW                | -                   |
| 2008 Dettagli | Penn State          | Pepperdine          | -                   |
| 2009 Dettagli | UC Irvine           | Southern California | -                   |
| 2010 Dettagli | Stanford            | Penn State          | -                   |
| 2011 Dettagli | Ohio State          | UC Santa Barbara    | -                   |
| 2012 Dettagli | UC Irvine           | Southern California | -                   |
| 2013 Dettagli | UC Irvine           | Brigham Young       | -                   |
| 2014 Dettagli | Loyola Chicago      | Stanford            | -                   |
| 2015 Dettagli | Loyola Chicago      | Lewis               | -                   |
| 2016 Dettagli | Ohio State          | Brigham Young       | -                   |
| 2017 Dettagli | Ohio State          | Brigham Young       | -                   |
| 2018 Dettagli | CSU Long Beach      | UC Los Angeles      | -                   |
| 2019 Dettagli | CSU Long Beach      | Hawaii              | -                   |
| 2020          | Non disputato       | Non disputato       | Non disputato       |
| 2021 Dettagli | Hawaii              | Brigham Young       | -                   |
| 2022 Dettagli | Hawaii              | CSU Long Beach      | -                   |
| 2023 Dettagli | UC Los Angeles      | Hawaii              | -                   |
| 2024 Dettagli | UC Los Angeles      | CSU Long Beach      | -                   |
| 2025 Dettagli | CSU Long Beach      | UC Los Angeles      | -                   |

## Palmarès
| Squadra             | Titolo | Stagione |
| ------------------- | ------ | --- |
| UC Los Angeles      | 21     | 1970, 1971, 1972, 1974, 1975, 1976, 1979, 1981, 1982, 1983, 1984, 1987, 1989, 1993, 1995, 1996, 1998, 2000, 2006, 2023, 2024 |
| Pepperdine          | 5      | 1978, 1985, 1986, 1992, 2005                                                                                                 |
| Southern California | 4      | 1977, 1980, 1988, 1990 |
| UC Irvine           | 4      | 2007, 2009, 2012, 2013 |
| CSU Long Beach      | 4      | 1991, 2018, 2019, 2025 |
| Brigham Young       | 3      | 1999, 2001, 2004 |
| Ohio State          | 3      | 2011, 2016, 2017 |
| Penn State          | 2      | 1994, 2008 |
| Stanford            | 2      | 1997, 2010 |
| Loyola Chicago      | 2      | 2014, 2015 |
| Hawaii              | 2      | 2021, 2022 |
| San Diego State     | 1      | 1973 |